# Harajuku Girls

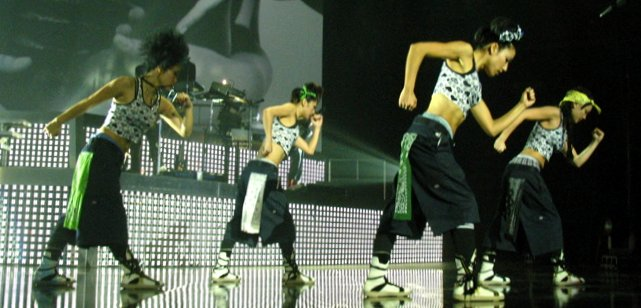
Harajuku Girls în 2005

Harajuku Girls sunt patru tinere angajate în 2004 de cântăreața americană Gwen Stefani ca dansatoare pentru promovarea albumului Love. Angel. Music. Baby.. Harajuku Girls au apărut alături de Stefani în interviuri, precum și în videoclipurile „What You Waiting For?”, „Rich Girl”, „Hollaback Girl”, „Luxurious”, „Crash”, „Wind It Up”, „The Sweet Escape” și „Now That You Got It”.